# Clarksburg (Massachusetts)
Clarksburg é uma vila localizada no condado de Berkshire no estado estadounidense de Massachusetts. No Censo de 2010 tinha uma população de 1.702 habitantes e uma densidade populacional de 51,37 pessoas por km².

## Geografia
Clarksburg encontra-se localizado nas coordenadas 42° 43′ 22″ N, 73° 06′ 21″ O. Segundo a Departamento do Censo dos Estados Unidos, Clarksburg tem uma superfície total de 33.13 km², da qual 32.86 km² correspondem a terra firme e (0.81%) 0.27 km² é água.

## Demografia
Segundo o censo de 2010, tinha 1.702 pessoas residindo em Clarksburg. A densidade populacional era de 51,37 hab./km². Dos 1.702 habitantes, Clarksburg estava composto pelo 98.82% brancos, o 0.18% eram afroamericanos, o 0% eram amerindios, o 0.12% eram asiáticos, o 0% eram insulares do Pacífico, o 0% eram de outras raças e o 0.88% pertenciam a dois ou mais raças. Do total da população o 0.94% eram hispanos ou latinos de qualquer raça.